# Rixfeld
Rixfeld ist ein Stadtteil von Herbstein im mittelhessischen Vogelsbergkreis.

## Geschichte

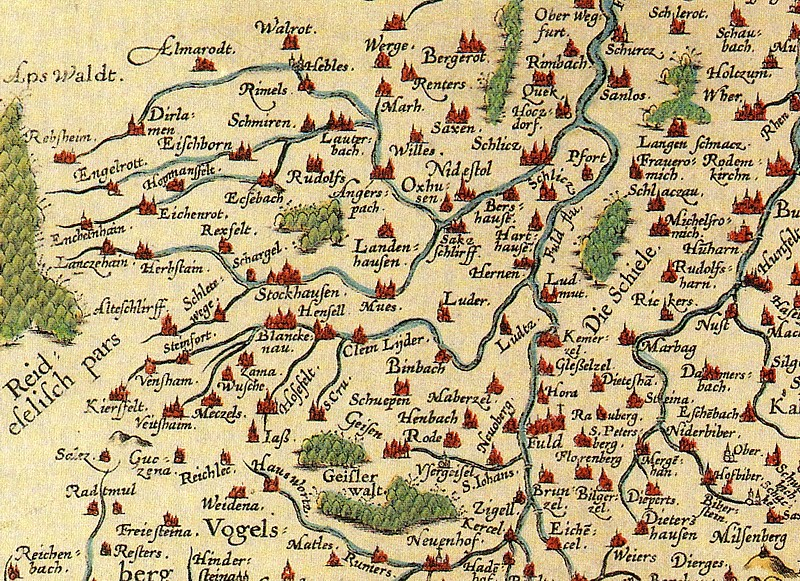
Lage von Rixfeld (Rexfeldt) auf einer Kartes des Hochstifts Fulda von 1574

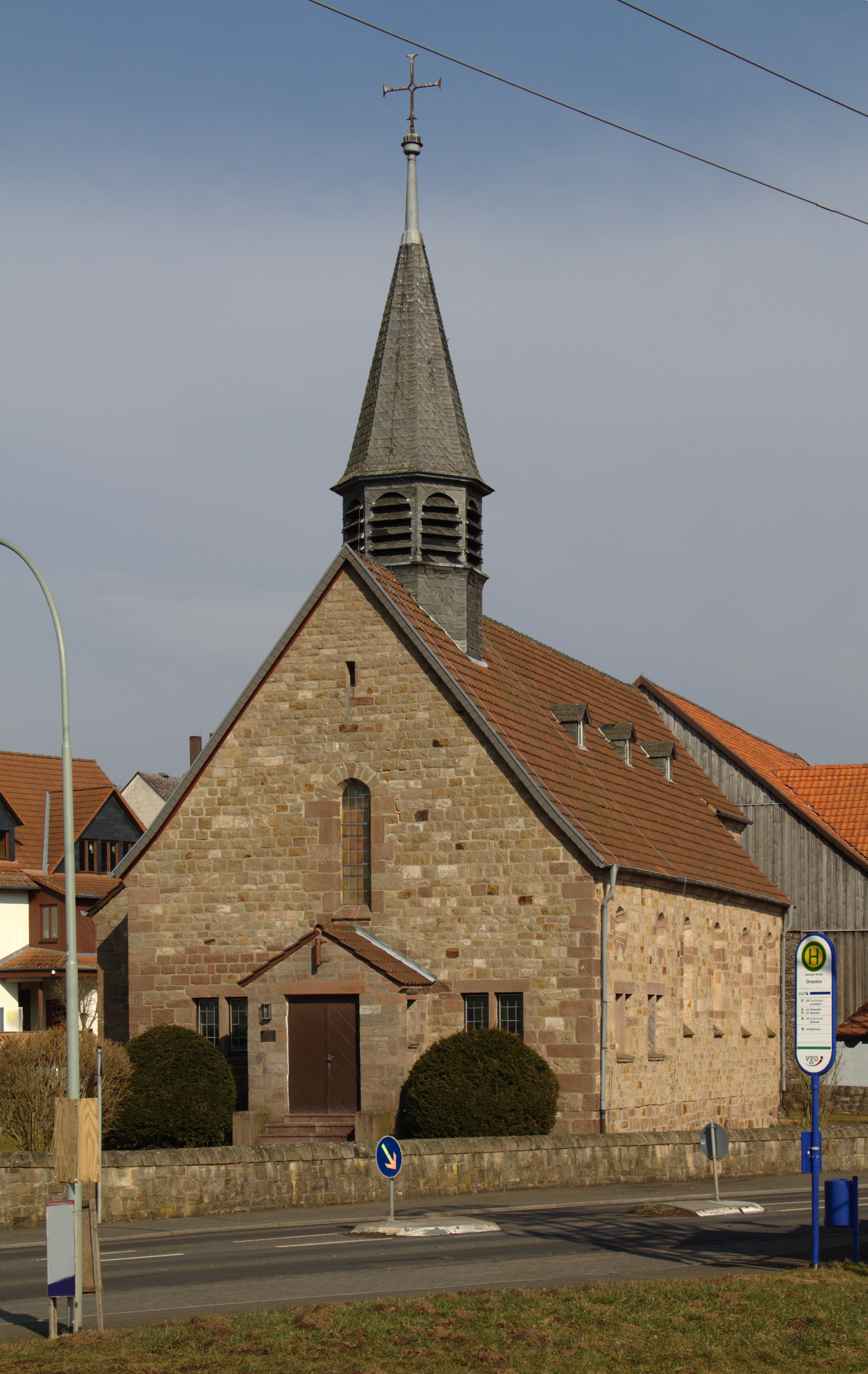
Evangelische Kirche

### Ortsgeschichte
Die älteste erhaltene Erwähnung von Rixfeld findet sich in einem Tauschvertrag, der um 900 datiert. Der Ort wird im Codex Eberhardi als '„Rǒhgisesfelt“ bezeichnet. Eine Nennung um 1011 als „Reggisfelt“ gilt als Fälschung. 1299 werden „bona ... sita in Rickesfeld“ (Güter, gelegen in Rixfeld) erwähnt. 
Aus den genannten Erwähnungen ergibt sich, dass es bis ins Hochmittelalter und darüber hinaus starken Besitz und Einfluss des Klosters Fulda im Ort gab. Dieser wird erneut 1338 in einer Urkunde „zu Rexfelde“ erwähnt.
Rixfeldt gehörte zur wohl seit dem Spätmittelalter zur Herrschaft Riedesel. 1489 ist „Rixfeldt“ genannt.
1709 wurde bei Rixfeld ein Galgen errichtet.
Durch die Mediatisierung ab 1806 gelangt der Ort zum Großherzogtum Hessen.
Im Zuge der Gebietsreform in Hessen wurde Rixfeld zum 1. August 1972 kraft Landesgesetz ein Stadtteil von Herbstein.

### Verwaltungsgeschichte im Überblick
Die folgende Liste zeigt die Staaten und Verwaltungseinheiten, denen Rixfeld angehört(e):
- vor 1803: Heiliges Römisches Reich, Gericht Stockhausen der Freiherren von Riedesel zu Eisenbach (Mannlehen des Hochstifts Fulda)
- ab 1806: Großherzogtum Hessen,[Anm. 2] Fürstentum Oberhessen, Gericht Stockhausen[11]
- ab 1815: Großherzogtum Hessen, Provinz Oberhessen, Amt Altenschlirf[12]
- ab 1821: Großherzogtum Hessen, Provinz Oberhessen, Landratsbezirk Herbstein[Anm. 3]
- ab 1825: Großherzogtum Hessen, Provinz Oberhessen, Landratsbezirk Lauterbach
- ab 1848: Großherzogtum Hessen, Regierungsbezirk Alsfeld
- ab 1852: Großherzogtum Hessen, Provinz Oberhessen, Kreis Lauterbach
- ab 1867: Norddeutscher Bund, Großherzogtum Hessen, Provinz Oberhessen, Kreis Lauterbach
- ab 1871: Deutsches Reich, Großherzogtum Hessen, Provinz Oberhessen, Kreis Lauterbach
- ab 1918: Deutsches Reich, Volksstaat Hessen, Provinz Oberhessen, Kreis Lauterbach
- ab 1938: Deutsches Reich, Volksstaat Hessen, Landkreis Lauterbach[13][Anm. 4]
- ab 1945: Deutsches Reich, Amerikanische Besatzungszone,[Anm. 5] Groß-Hessen, Regierungsbezirk Darmstadt, Landkreis Lauterbach
- ab 1946: Deutsches Reich, Amerikanische Besatzungszone, Hessen, Regierungsbezirk Darmstadt, Landkreis Lauterbach
- ab 1949: Bundesrepublik Deutschland, Hessen, Regierungsbezirk Darmstadt, Landkreis Lauterbach
- ab 1972: Bundesrepublik Deutschland, Hessen, Regierungsbezirk Darmstadt, Vogelsbergkreis, Stadt Herbstein
- ab 1981: Bundesrepublik Deutschland, Hessen, Regierungsbezirk Gießen, Vogelsbergkreis, Stadt Herbstein

### Recht

#### Materielles Recht
In Rixfeld galten die Riedesel’schen Verordnungen als Partikularrecht. Das Gemeine Recht galt nur, soweit diese Verordnungen keine Bestimmungen enthielten. Dieses Sonderrecht behielt theoretisch seine Geltung auch während der Zugehörigkeit zum Großherzogtum Hessen im 19. Jahrhundert, in der gerichtlichen Praxis wurden aber nur noch einzelne Bestimmungen angewandt. Das Partikularrecht wurde zum 1. Januar 1900 von dem einheitlich im ganzen Deutschen Reich geltenden Bürgerlichen Gesetzbuch abgelöst.

#### Gerichtsverfassung seit 1803
In der Landgrafschaft Hessen-Darmstadt wurde mit Ausführungsverordnung vom 9. Dezember 1803 das Gerichtswesen neu organisiert. Für die Provinz Oberhessen wurde das Hofgericht Gießen als Gericht der zweiten Instanz eingerichtet. Die Rechtsprechung der ersten Instanz wurde durch die Ämter bzw. Standesherren vorgenommen und somit war für Rixfeld ab 1806 das „Riedeselsche Patrimonialgericht Altenschlirf“ zuständig.
Das Hofgericht war für normale bürgerliche Streitsachen Gericht der zweiten Instanz, für standesherrliche Familienrechtssachen und Kriminalfälle die erste Instanz. Übergeordnet war das Oberappellationsgericht Darmstadt.
Mit der Gründung des Großherzogtums Hessen 1806 wurde diese Funktion beibehalten, während die Aufgaben der ersten Instanz 1821 im Rahmen der Trennung von Rechtsprechung und Verwaltung auf die neu geschaffenen Landgerichte übergingen. „Landgericht Altenschlirf“ war daher von 1821 bis 1853 die Bezeichnung für das erstinstanzliche Gericht in Altenschlierf, das für Rixfeld zuständig war. 1853 erfolgte die Verlegung des Landgerichts nach Herbstein.
Anlässlich der Einführung des Gerichtsverfassungsgesetzes mit Wirkung vom 1. Oktober 1879, infolge derer die bisherigen großherzoglich hessischen Landgerichte durch Amtsgerichte an gleicher Stelle ersetzt wurden, während die neu geschaffenen Landgerichte nun als Obergerichte fungierten, kam es zur Umbenennung in Amtsgericht Herbstein und Zuteilung zum Bezirk des Landgerichts Gießen. Ab 1943 wurde das Amtsgericht Herbstein nur noch als Zweigstelle des Amtsgerichts Lauterbach betreiben, bevor es 1968 endgültig aufgelöst wurde und in dem Amtsgerichtsbereich von Lauterbach zugeschlagen wurde.
In der Bundesrepublik Deutschland sind die übergeordneten Instanzen das Landgericht Marburg, das Oberlandesgericht Frankfurt am Main sowie der Bundesgerichtshof als letzte Instanz.

### Einwohnerentwicklung
- 1961: 420 evangelische (= 89,17 %) und 48 (= 10,19 %) katholische Einwohner[1]

| Rixfeld: Einwohnerzahlen von 1834 bis 1970 | Rixfeld: Einwohnerzahlen von 1834 bis 1970 | Rixfeld: Einwohnerzahlen von 1834 bis 1970 | Rixfeld: Einwohnerzahlen von 1834 bis 1970 | Rixfeld: Einwohnerzahlen von 1834 bis 1970 |
| --- | ------------------------------------------ | ------------------------------------------ | ------------------------------------------ | ------------------------------------------ |
| Jahr |                                            |                                            |                                            | Einwohner                                  |
| 1834 | 1834                                       |                                            | 429                                        | 429                                        |
| 1840 | 1840                                       |                                            | 490                                        | 490                                        |
| 1846 | 1846                                       |                                            | 495                                        | 495                                        |
| 1852 | 1852                                       |                                            | 465                                        | 465                                        |
| 1858 | 1858                                       |                                            | 551                                        | 551                                        |
| 1864 | 1864                                       |                                            | 450                                        | 450                                        |
| 1871 | 1871                                       |                                            | 456                                        | 456                                        |
| 1875 | 1875                                       |                                            | 470                                        | 470                                        |
| 1885 | 1885                                       |                                            | 453                                        | 453                                        |
| 1895 | 1895                                       |                                            | 448                                        | 448                                        |
| 1905 | 1905                                       |                                            | 430                                        | 430                                        |
| 1910 | 1910                                       |                                            | 485                                        | 485                                        |
| 1925 | 1925                                       |                                            | 423                                        | 423                                        |
| 1939 | 1939                                       |                                            | 386                                        | 386                                        |
| 1946 | 1946                                       |                                            | 432                                        | 432                                        |
| 1950 | 1950                                       |                                            | 462                                        | 462                                        |
| 1956 | 1956                                       |                                            | 445                                        | 445                                        |
| 1961 | 1961                                       |                                            | 471                                        | 471                                        |
| 1967 | 1967                                       |                                            | 502                                        | 502                                        |
| 1970 | 1970                                       |                                            | 483                                        | 483                                        |
| Datenquelle: Historisches Gemeindeverzeichnis für Hessen: Die Bevölkerung der Gemeinden 1834 bis 1967. Wiesbaden: Hessisches Statistisches Landesamt, 1968. Weitere Quellen: |                                            |                                            |                                            |                                            |

## Politik
Ortsvorsteher ist Hans-Jürgen Eiffert (Stand Juni 2016).

## Vereine
In Rixfeld existieren folgende Vereine (Gründungsjahr in Klammern):
- Gesangverein Edelweiß Rixfeld (27. Oktober 1923) mit Jugend-Chor Sound of Edelweiß (2003)
- Obst- und Gartenbauverein Rixfeld (November 1927 bis 2015)
- Posaunenchor Rixfeld (1929)
- Freiwillige Feuerwehr Rixfeld (4. April 1934)
- SV 1949 Rixfeld (20. April 1949)
- Frauengemeinschaft Rixfeld-Schadges (12. Januar 1982)

## Wirtschaft und Infrastruktur

### Verkehr

#### Straße
Rixfeld liegt an der B 275 und am Vulkanradweg.

#### Schiene

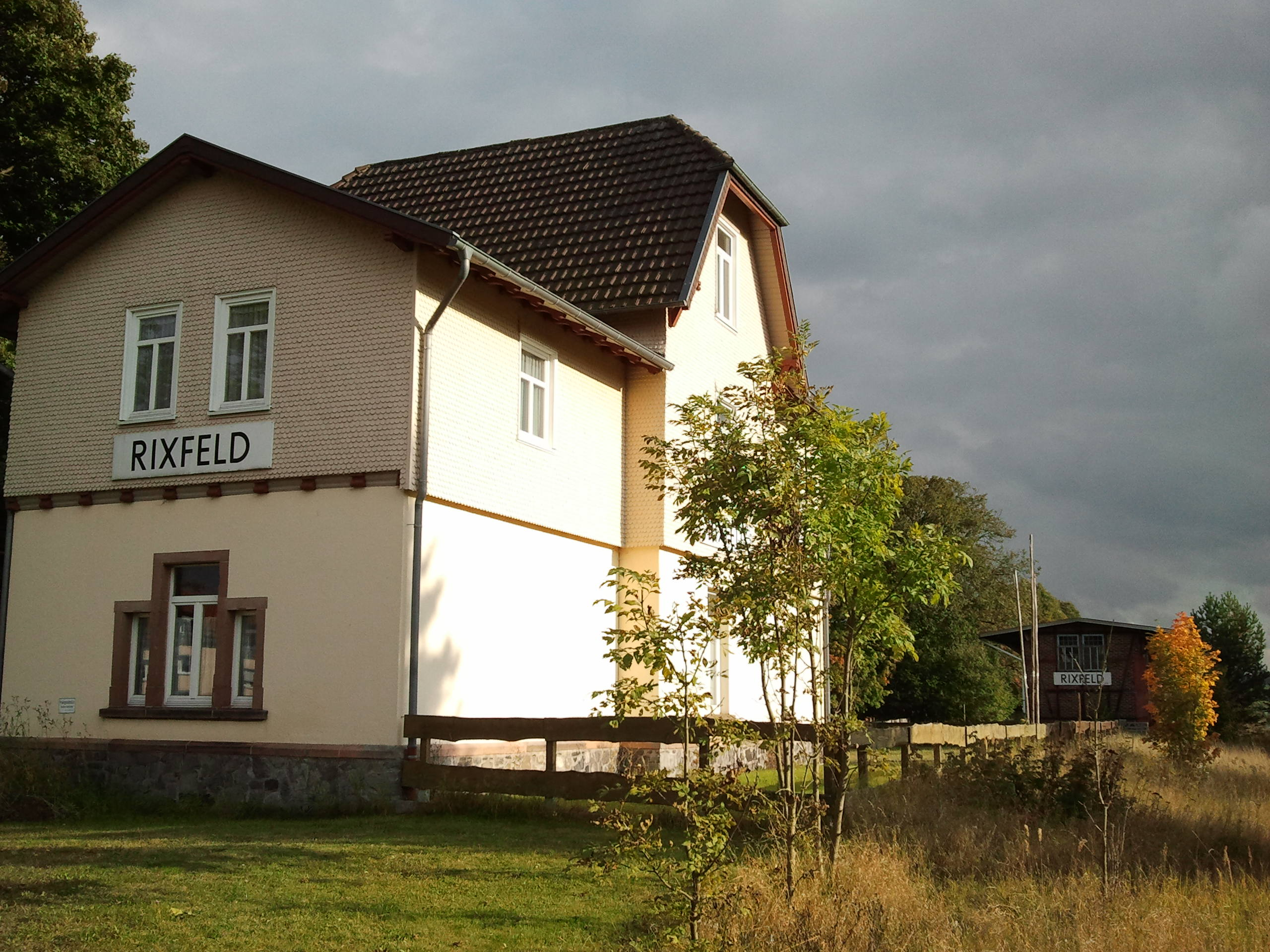
Ehemaliger Bahnhof Rixfeld an der Vogelsbergbahn

Rixfeld lag an der Bahnstrecke Bad Vilbel–Lauterbach, die nach 1994 stillgelegt wurde. Die Trasse dient heute dem Vulkanradweg. Er ist Teil des BahnRadweg Hessen, der auf ehemaligen Bahntrassen ca. 250 km durch den Vogelsberg und die Rhön führt.
Der frühere Bahnhof Rixfeld der Vogelsbergbahn (heute auch Oberwaldbahn genannt) lag 1,6 km vom Ort entfernt.
Zur Zeit des Bahnbetriebes gab es ein Hauptgleis, ein Kreuzungsgleis und ein Ladegleis mit Laderampe, das an einem Prellbock endete. Verladen wurden hier hauptsächlich Holz und Brennstoffe. 
Nachdem der Eisenbahnbetrieb aufgegeben worden war, befand sich das gesamte Grundstück im Besitz der Katholischen Pfadfinderschaft Europas, die Übernachtungen im Haupthaus und einem Nebengebäude anbot. 2016 wurde das Grundstück veräußert und beherbergt seit Mai 2018 das Café Rosenbahnhof. Zwischen dem Empfangsgebäude und der Bundesstraße gibt es einen Fahrradrastplatz mit Tisch, zwei Bänken und einer Informationstafel.
Das Empfangsgebäude des Bahnhofs wirkt äußerlich sehr gepflegt. Es handelt sich um einen imposanten, mit Holzschindeln verkleideten Typenbau, der 1901 nach einem Entwurf von Ludwig Hofmann errichtet wurde. Als die Eisenbahn noch Hauptverkehrsträger in der Vogelsberg-Region war, beherbergte es einen Warteraum, die Fahrkartenausgabe und die Wohnung des Bahnhofsvorstehers. Ein bis zum Bahnkörper reichender Vorbau diente dem Fahrdienstleiter, um Weichen und Signale zu stellen. Das Empfangsgebäude ist ein Kulturdenkmal aufgrund des Hessischen Denkmalschutzgesetzes. Der Güterschuppen ist in Fachwerkbauweise ausgeführt, die Gefache sind mit roten Backsteinen ausgemauert.

### Windpark
Eine weithin sichtbare Landmarke stellt der Windpark auf der 456 m hohen Rixfelder Höhe nördlich des Ortes dar. Im Jahr 1996 wurden durch die LuV Windenergie GmbH aus Oldenburg zunächst fünf Windkraftanlagen des Typs AN Bonus 600/41 mit einer Nabenhöhe von 68 m und einer Nennleistung von je 600 kw errichtet. Nach vierzehnjährigem Betrieb erfolgte ab 2010 ein vollständiges Repowering des Windparks. Die alten Anlagen wurden abgebaut und an ihrer Stelle drei neue Windkraftanlagen des Typs Enercon E-82 E2 mit einer Nabenhöhe von 138 m und einer Nennleistung von je 2,3 MW aufgestellt und im Juli 2011 in Betrieb genommen. Diese Anlagen waren, zusammen mit mehreren später errichteten des gleichen Typs auf dem Gebiet der Gemeinden Feldatal, Mücke und Ulrichstein mit einer Gesamthöhe von 179 m bis zur Fertigstellung des Windparks Ruhlkirchen im Herbst 2013 die höchsten Bauwerke im Vogelsbergkreis. Nach dem Verkauf und Rückbau der Altanlagen wurde der erneuerte Windpark am 15. Juli 2012 eingeweiht. Er kann bis zu 15.000 Haushalte mit Strom versorgen.

## Sport und Freizeit
- Vulkanradweg auf der Trasse der ehemaligen Vogelsbergbahn
- Edelweißhütte des Gesangvereins Edelweiß Rixfeld auf der Rixfelder Höhe (Hermann-Keitzer-Platz)